# Övre Boksjön
Övre Boksjön är en sjö i Storumans kommun i Lappland och ingår i Umeälvens huvudavrinningsområde. Sjön är 67 meter djup, har en yta på 10,9 kvadratkilometer och befinner sig 475 meter över havet. Sjön avvattnas av vattendraget Kirjesån. Vid provfiske har röding och öring fångats i sjön.

## Delavrinningsområde
Övre Boksjön ingår i det delavrinningsområde (728416-150216) som SMHI kallar för Utloppet av Övre Boksjön. Medelhöjden är 599 meter över havet och ytan är 50,01 kvadratkilometer. Räknas de 17 avrinningsområdena uppströms in blir den ackumulerade arean 121,17 kvadratkilometer. Kirjesån som avvattnar avrinningsområdet har biflödesordning 2, vilket innebär att vattnet flödar genom totalt 2 vattendrag innan det når havet efter 340 kilometer. Avrinningsområdet består mestadels av skog (65 procent) och kalfjäll (10 procent). Avrinningsområdet har 10,96 kvadratkilometer vattenytor vilket ger det en sjöprocent på 21,8 procent.